# 黄石火山观测站
黃石火山觀測站（英語：Yellowstone Volcano Observatory）是一個火山觀測站，主要監測美國黃石國家公園的黃石火山。黃石火山觀測站的管轄範圍還包括科羅拉多州、猶他州、亞利桑那州和新墨西哥州的火山中心。與美國其他火山觀測站一樣，黃石火山觀測站由美國地質調查局火山災害計劃資助。

該觀測站由9個成員機構組成：美國地質調查局、猶他大學、懷俄明大學、黃石國家公園、蒙大拿州礦業和地質局、懷俄明州地質調查局、愛達荷州地質調查局、蒙大拿州立大學和UNAVCO公司。
黃石火山觀測站成立於2001年，最初是美國地質調查局、猶他大學和黃石國家公園的三方合作夥伴關係。它於2013年進行了擴展，涵蓋了現在的其他八個組織。
根據黃石火山觀測站的網站之介紹，該觀測站的目的是：監測火山系統，增加我們對黃石火山和熱液系統的科學認識，並向公眾傳播數據、解釋和積累的知識。
2005年，英國廣播公司與探索頻道的紀錄片《超級火山》在有線電視上播出。該劇想像了黃石火山觀測站對黃石火山口超級噴發的反應。製片人艾爾莎·奧爾認為黃石火山觀測站的科學家是影片三個主要角色的靈感來源。 黃石火山觀測站的科學家在2005年的一篇雜誌文章中對於與黃石火山活動相關的炒作進行了反思。